# Bettina Bernadotte
Bettina Bernadotte, grevinnan Bernadotte af Wisborg (* 12. März 1974 in Scherzingen, Schweiz), ist eine deutsch-schwedische Betriebswirtin für Tourismuswirtschaft. Sie ist Geschäftsführerin der Mainau GmbH, die für den Betrieb der Blumeninsel Mainau verantwortlich ist. Bettina Bernadotte trägt einen luxemburgischen Adelstitel und ist die älteste Tochter aus der zweiten Ehe von Graf Lennart mit Sonja Bernadotte, der in seiner ersten Ehe vier Kinder hatte.

## Leben
Bettina Bernadotte wuchs mit ihren vier jüngeren Geschwistern auf dem Schloss der Insel Mainau auf und besuchte die Grundschule in Konstanz-Litzelstetten sowie das  Ellenrieder-Gymnasium in Konstanz. Schon als Schülerin arbeitete sie mit ihren Geschwistern auf der 45 ha großen Insel ihres Vaters, unter anderem als Eisverkäuferin oder im Garten. Nach ihrem Abitur 1993 folgten zunächst Sprachaufenthalt und ein Studium der Kunstgeschichte in Madrid, welches sie nicht abschloss. Es folgte ein Sprachaufenthalt in Florenz. Nach ihrer Rückkehr absolvierte sie ein Praktikum im Schwedischen Nationalmuseum in Stockholm und ein halbes Jahr bei einem Restaurator. 1996 nahm sie ein Studium der Tourismusbetriebswirtschaft an der Staatlichen Berufsakademie Ravensburg mit dem Europa-Park Familien- und Freizeitpark Mack KG bei Rust als Ausbildungsunternehmen auf. Nach ihrem Abschluss 1999 als Diplom-Betriebswirtin (BA) war sie weiterhin im Projektmanagement im Europa-Park und anschließend bei Stremler Consultants tätig, einer Gesellschaft für Unternehmensentwicklung in Lindau. 2001 machte sie sich als Beraterin für Unternehmen der Tourismusbranche mit der Beratungsfirma cbb-ok, Comtesse Bettina Bernadotte, Organisation & Konzepte in Lindau selbständig.
Im Januar 2002 trat sie ins Unternehmen Mainau GmbH ein. Von April 2002 bis Dezember 2006 war sie persönliche Assistentin ihrer Mutter Sonja. Sie wurde an ihrem 30. Geburtstag am 12. März 2004 zur Prokuristin der Mainau GmbH bestellt und übernahm im Januar 2007 die Geschäftsführung der Mainau GmbH. Ihr Bruder Björn Bernadotte war ursprünglich dafür vorgesehen, verzichtete jedoch. Im Juli 2013 waren beide vertretungsberechtigte Geschäftsführer. 2013 übernahm sie die Schirmherrschaft des Jubiläums-Symposiums der Homöopathen ohne Grenzen.
Bettina Bernadotte ist Präsidentin des Kuratoriums für die Tagungen der Nobelpreisträger in Lindau. Seit 2006 ist sie Mitglied im Kuratorium vom Kinderhilfswerk Plan International Deutschland mit Sitz in Hamburg, dessen Vorstand sie zuvor zehn Jahre lang angehört hatte. Zudem ist sie Schirmherrin der Europa Miniköche, Mitglied im Verwaltungsrat der Universität Hohenheim und begleitet im Ehrenamt die Vereine Gärtnern für Alle e.V., Insel Mainau und Europäisches KulturForum Mainau e. V.
Gräfin Bernadotte heiratete am 2. August 2004 den Agraringenieur Philipp Haug (* 1972) in Mariefred bei Schloss Gripsholm standesamtlich. Die kirchliche Hochzeit folgte am 29. Oktober 2004 in der Schlosskirche der Insel Mainau. Sie lebt mit ihrem Mann und den drei Kindern in Konstanz. Haug stammt aus einer Winzerfamilie in Lindau am Bodensee. Er ist freiberuflicher Berater für ökologischen Obstbau und ein Mitglied der Fördergemeinschaft Ökologischer Obstbau e.V. (FÖKO).
Bernadotte besitzt die schwedische Staatsbürgerschaft. Neben Deutsch, Schwedisch und Englisch spricht sie auch Französisch und Spanisch. Sie ist Gründungsmitglied des am 24. November 2007 gegründeten Rotary-Clubs Konstanz-Mainau, der sich vor allem des Themas Tagesmütter angenommen hat. Am 18. September 2008 übernahm sie die Taufpatenschaft für das MS Sonnenkönigin.

## Trivia
Es ist Brauch in der Familie, dass für jedes Kind ein Baum auf der Mainau gepflanzt wird. Im Fall von Bettina Bernadotte war dies eine Magnolie. Für ihre Tochter pflanzte sie am 3. Juni 2007 ebenfalls eine Magnolie.

## Filme
- Bettina Comtesse Bernadotte. Dokumentarfilm, Deutschland, 2003, 30 Min., Buch und Regie: Christa Auch-Schwelk, Produktion: Radio Bremen, Reihe: „höchstpersönlich!“, Erstsendung: 29. August 2003 bei Das Erste, Inhaltsangabe (Memento vom 22. April 2007 im Internet Archive) von Radio Bremen.
- Der junge Graf und seine Schwestern. Die Bernadottes auf der Insel Mainau. Dokumentarfilm, Deutschland, Schweiz, 2011, 51 Min., Buch und Regie: Andrea Maria Pfalzgraf Aebischer; Produktion: SRF; Erstsendung: 5. Januar 2012 bei SF 1, Ankündigung auf mainau.de, online-Video im SRF.

## Auszeichnungen
- 2024: Verdienstorden des Landes Baden-Württemberg[11]